# Свенсен, Антон
Антон Свенсен (дат. Carl Anton Svendsen; 23 июня 1846 — 23 декабря 1930) — датский скрипач и музыкальный педагог. Отец Торбена Антона Свенсена.
Учился, в числе прочих, у Ламбера Массара и Йозефа Иоахима. С 1868 г. скрипач Датской Королевской капеллы, в 1895—1910 гг. концертмейстер. Играл первую скрипку в квартете, созданном виолончелистом Францем Нерудой. Как солист, в частности, в 1877 г. исполнил премьеру Концерта для скрипки с оркестром Эмиля Хартмана (младшего), для него и написанного. Многолетний преподаватель Копенгагенской консерватории, с 1915 г. возглавлял её. Среди учеников Свенсена — Эльсе Мария Брун.